# Gradefes
Gradefes is een gemeente in de Spaanse provincie León in de regio Castilië en León met een oppervlakte van 205,86 km². Gradefes telt 987 inwoners (1 januari 2016).